# Carl Sandburg
Carl Sandburg, född 6 januari 1878 i Galesburg, Illinois, död 22 juli 1967 i Flat Rock i Henderson County, North Carolina, var en amerikansk författare. Hans föräldrar var invandrare från Sverige.

## Biografi
Sandburgs föräldrar August Sandberg och Clara Andersson var emigranter från Östergötland. Fadern fick i USA arbete vid järnvägen. Familjen var mycket fattig. Efter avslutade åtta års skolstudier försörjde sig den unge Carl (eller Charles som han skrev sig vid den tiden) på enklare arbeten. 1897 tog han värvning vid armén och deltog i invasionen av Puerto Rico i det spansk-amerikanska kriget. Han misslyckades därefter i inträdesproven till officersskolan United States Military Academy i West Point men som krigsveteran hade han rätt till collegeutbildning. Denna påbörjade han 1899 vid Lombard College i Galesburg och slutade utan examen 1902. Däremot hade han fått ett nytt intresse för att läsa och skriva poesi. 
Med stöd av läraren Philip Green Wright fick han 1904 sin första diktsamling utgiven i form av det lilla häftet In Reckless Ecstasy. Därefter flyttade han till Milwaukee där han fick arbete som annonsskrivare och nyhetsreporter. Där träffade han Lillian Steichen, syster till fotografen Edward Steichen, som han gifte sig med. De flyttade senare till Chicago där Sandburg var verksam som journalist i Chicagos Daily News och fick sina dikter publicerade i den nystartade tidskriften Poetry.
Med verk som Chicago Poems (1916), Cornhuskers (1918) och Smoke and Steel (1920) blev han känd för sin fria vers där han hyllade storstaden, industrialismen, den amerikanska landsbygden och dess befolkning. Han skrev även en biografi i flera delar om Abraham Lincoln och samlade ihop amerikansk folklore i The American Songbag (1927) och The New American Songbag (1950). Carl Sandburg tilldelades Pulitzerpriset två gånger (1940 och 1951). Han besökte Sverige 1959 och tilldelades då medaljen Litteris et Artibus. Carl Sandburg avled 1967.